# Ascotis dianaria
Ascotis dianaria är en fjärilsart som beskrevs av Jacob Hübner 1814-1817. Ascotis dianaria ingår i släktet Ascotis och familjen mätare. Inga underarter finns listade i Catalogue of Life.